# Инцидент с танкером «Московский университет»
ЧП с танкером «Московский университет» — пиратское нападение на гражданское нефтеналивное судно «Московский университет» с российским экипажем под либерийским флагом, произошедшее в Аденском заливе 5 мая 2010. 6 мая судно было освобождено экипажем БПК «Маршал Шапошников» российского ВМФ. Предположительно нападение было произведено с территории Сомали.

## Нападение
Танкер подвергся нападению 5 мая 2010 неустановленными лицами на расстоянии 500 морских миль (930 км) от побережья Сомали в нейтральных водах. Судно предпринимало попытки к маневрированию, препятствующему проникновению на борт посторонних лиц; члены команды пытались сбить нападавших при помощи пожарных стволов и производили предупредительные пистолетные выстрелы. Когда стало очевидно, что предпринимается попытка захвата судна, капитан приказал, чтобы вся еда и вода были скрыты, а сам вместе с командой забаррикадировался в машинном отделении. Экипаж отразил две попытки захвата силовой установки судна. В течение 20 часов все остальные палубы и помещения «Московского университета» находились в руках пиратов.

## Освобождение
Капитан судна смог выйти на связь с российским большим противолодочным кораблем «Маршал Шапошников». С его борта на разведку был направлен вертолёт, и менее чем через сутки «Маршал Шапошников» достиг района происшествия. Пираты пытались стрелять в вертолёт разведки, ответным огнём один из них был убит. По прибытии в заданный район с борта российского корабля были спущены скоростные моторные лодки с морскими пехотинцами. После короткой перестрелки российские военнослужащие взяли судно под контроль и обезоружили пиратов. Согласно официальной версии они были отпущены — высажены в надувную лодку с небольшим запасом продовольствия и воды (но без средств навигации). Радио «Эхо Москвы» сообщило, что пиратам не удалось добраться до берега.
Российские военные, принимавшие участие в освобождении судна, были удостоены государственных наград.

## Отражение в культуре
Режиссёр Василий Сериков снял посвящённый освобождению фильм «22 минуты», премьера которого состоялась 8 мая 2014 года.